# Pierre de Gaulle
Pierre Julien Joseph Marie de Gaulle (Parigi, 22 marzo 1897 – Neuilly-sur-Seine, 26 dicembre 1959) è stato un partigiano e politico francese.
Era il fratello del generale de Gaulle.

## Biografia
Studiò giurisprudenza e scienze politiche e in seguito, nel 1921, entrò alla Union Bank di Parigi, dove divenne co-direttore della filiale di Lione.
Partecipò alla prima guerra mondiale come sottotenente di artiglieria e anche alla seconda guerra mondiale, questa volta come comandante di una batteria di artiglieria. Collaborò anche con la Resistenza, per questo venne arrestato dai tedeschi e deportato a Eisenberg (oggi Repubblica Ceca). Fu poi rilasciato dagli Alleati e al suo ritorno in Francia riprese il suo lavoro in banca.
Suo fratello, il generale de Gaulle, lo convinse a prendere parte alla sua avventura politica nel Raggruppamento del Popolo Francese. Fu eletto alla commissione governativa di Parigi e presiedette l'assemblea municipale della capitale fino al 1951. Dal 1948 al 1951 fu consigliere della Repubblica. Dal 1951 al 1956 rappresentò l'RPF all'Assemblea nazionale e presiedette il suo gruppo parlamentare. Diede il proprio sostegno alle leggi proposte da André Marie e Charles Barangé a favore dell'istruzione gratuita.
Fu commissario generale della sezione francese dell'Esposizione universale di Bruxelles.
Morì a causa della rottura di un aneurisma durante una visita al Palazzo dell'Eliseo, poco prima di compiere 63 anni.